# Alena Šolcová
Alena Šolcová, née le 26 mars 1950, est une mathématicienne et historienne des sciences tchèque. Elle est la fondatrice du Musée Kepler, un musée d'astronomie à Prague.

## Vie et carrière
Entre 1968 et 1973, Aleva Šolcová étudie les mathématiques à la Faculté de mathématiques, de physique et de philosophie de l'Université Charles. Entre 2002 et 2005, elle complète ses études de doctorat en mathématiques en génie civil avec la thèse de doctorat intitulée Fermat's Ideas Revived in Mathematics Applied in Engineering (Les idées de Fermat ravivées en mathématiques appliquées à l'ingénierie) et, en 2009, elle termine son habilitation à l'Université technique tchèque de Prague et est nommée professeure associée dans le domaine des mathématiques appliquées.
Šolcová travaille à la Faculté des technologies de l'information de l'Université technique tchèque de Prague, où elle enseigne la logique mathématique ainsi que l'histoire des mathématiques et de l'informatique. Elle traite également de la logique, de la théorie des nombres, de certaines méthodes numériques ainsi que de l'histoire des mathématiques, de l'informatique et de l'astronomie. Depuis 1992, elle anime le séminaire SEDMA (Séminaire d'histoire des mathématiques, de l'informatique et de l'astronomie) et le groupe de travail d'histoire des sciences exactes HEXA. Elle est l'initiatrice et la fondatrice d'un musée d'astronomie, le Musée Kepler de Prague (après sa création, le musée était géré par la Société tchèque d'astronomie, en activité de 2009 à 2017).
Elle initie l'installation d'une plaque commémorative en l'honneur d'Albert Einstein sur la place de la vieille ville de Prague et d'une autre en l'honneur du mathématicien autrichien Johann Radon à Děčín, en Tchéquie.
Šolcová est membre honoraire de l'Union des mathématiciens et physiciens tchèques et en est la présidente depuis 2018. Elle est également membre du comité de rédaction du Czechoslovak Journal for Physics[Quand ?]. Elle reste un membre actif de la Société tchèque de mathématiques et de la Société tchèque de cybernétique et d'informatique, qui fournissent une expertise sur les questions de logique, de probabilité et de raisonnement.

### Honneurs
- The magic of numbers - From great discoveries to applications, Academia Praha, 2009, 2011, 2018 avec les co-auteurs Michal Křížek et Lawrence Somer, a reçu le prix Hlávká de littérature scientifique en 2010 (premier prix).
- En 1998, l'Union astronomique internationale a nommé l'astéroïde (58682) Alenašolcová en son honneur[1],[3].

## Publications sélectionnées
- Solcová, Alena et Michał Křižek. "Fermat And Mersenne Numbers In Pepin's Test1." Demonstratio Mathematica 39, n° 4 (2006) : 737-742.
- Křížek, Michal, Alena Solcová et Lawrence Somer. "Construction of Šindel sequences." Commentationes Mathematicae Universitatis Carolinae 48, n° 3 (2007) : 373-388.
- Solcova, Alena et Michal Krizek. "Vladimír Vand (1911–1968): Pioneer of Computational Methods in Crystallography." IEEE Annals of the History of Computing 33, n° 4 (2011) : 38-44.
- Křížek, Michal, Lawrence Somer et Alena Šolcová. From great discoveries in number theory to applications. Cham : Springer, 2021.